# Přetahování lanem
Přetahování lanem je sport, při kterém se dva týmy snaží tahat za lano opačnými směry a překonat silou soupeřící tým.

## Historie
Tento sport se praktikoval již ve starověkém Egyptě, Řecku, Indii a Číně. V Číně je spojen s legendou, že Slunce a Měsíc se přetahovaly o světlo a tmu. Přetahování lanem bylo historicky využíváno též v rámci fyzického tréninku a vojenského výcviku.
Na evropském kontinentě se Vikingové přetahovali o zvířecí kůže nad otevřenými ohništi pro posílení síly a vytrvalosti (v rámci přípravy na válku a plundrování). O nárůst popularity sportu se zřejmě zasloužila francouzská a anglická šlechta v 16. a 17. století. Přetahování lanem je též tradiční součástí tzv. skotských her.
Přetahování lanem bylo součástí olympijských her v letech 1900–1920. Sportovní týmy zastřešuje Mezinárodní federace přetahování lanem (anglicky Tug of War International Federation, TWIF), jejímiž členy jsou národní sdružení z 55 zemí světa.